# Del Sur
Del Sur é uma comunidade não-incorporada localizada no Estado americano da Califórnia, no Condado de Los Angeles. A sua população é de 1.750 habitantes.
A localidade está situada 14 km a oeste de Quartz Hill e 24 km à noroeste de Palmdale. Seu código de área é 661.